# Santa Maria de Tauladells
Santa Maria de Tauladells és una església del municipi de Torrefeta i Florejacs, a la comarca de la Segarra. És un monument protegit i inventariat dins el Patrimoni Arquitectònic Català. Les ruïnes de l'antiga església del priorat augustinià es troben en un lloc isolat, vers ponent de Gra.

## Història
El lloc de Tauladells o Tauladella havia pertangut al terme de Guissona. La primera notícia de l'existència d'una església en aquest lloc és de l'any 1180, en què Ramon de Gra donà a Santa Maria de Tauladells el seu cos, quatre vinyes i un hort. Més endavant, el 1200, la canònica de Guissona concedí permís a dos nobles de la comarca per poder nomenar un capellà per a Tauladells que havia restar, no obstant, sota la tutela de la canònica. En aquesta església fou fundat el 1248, amb llicència del bisbe d'Urgell Ponç de Vilamur, i de la canònica de Guissona, un monestir de monges augustinianes. La impulsora del cenobi fou Gueraua de Coscó. L'emancipació total del nou monestir respecte a Santa Maria de Guissona s'aconseguí el 1266.
No es tornen a trobar notícies sobre Santa Maria de Tauladells, que ja havia desaparegut com a monestir, fins al 1675 en què consta que dins la canònica de Guissona hi havia un canonge que gaudia del benefici de Santa Maria de Tauladells. L'església fou reformada el 1773. S'hi trobà una ara romana, que havia estat adaptada al culte cristià.

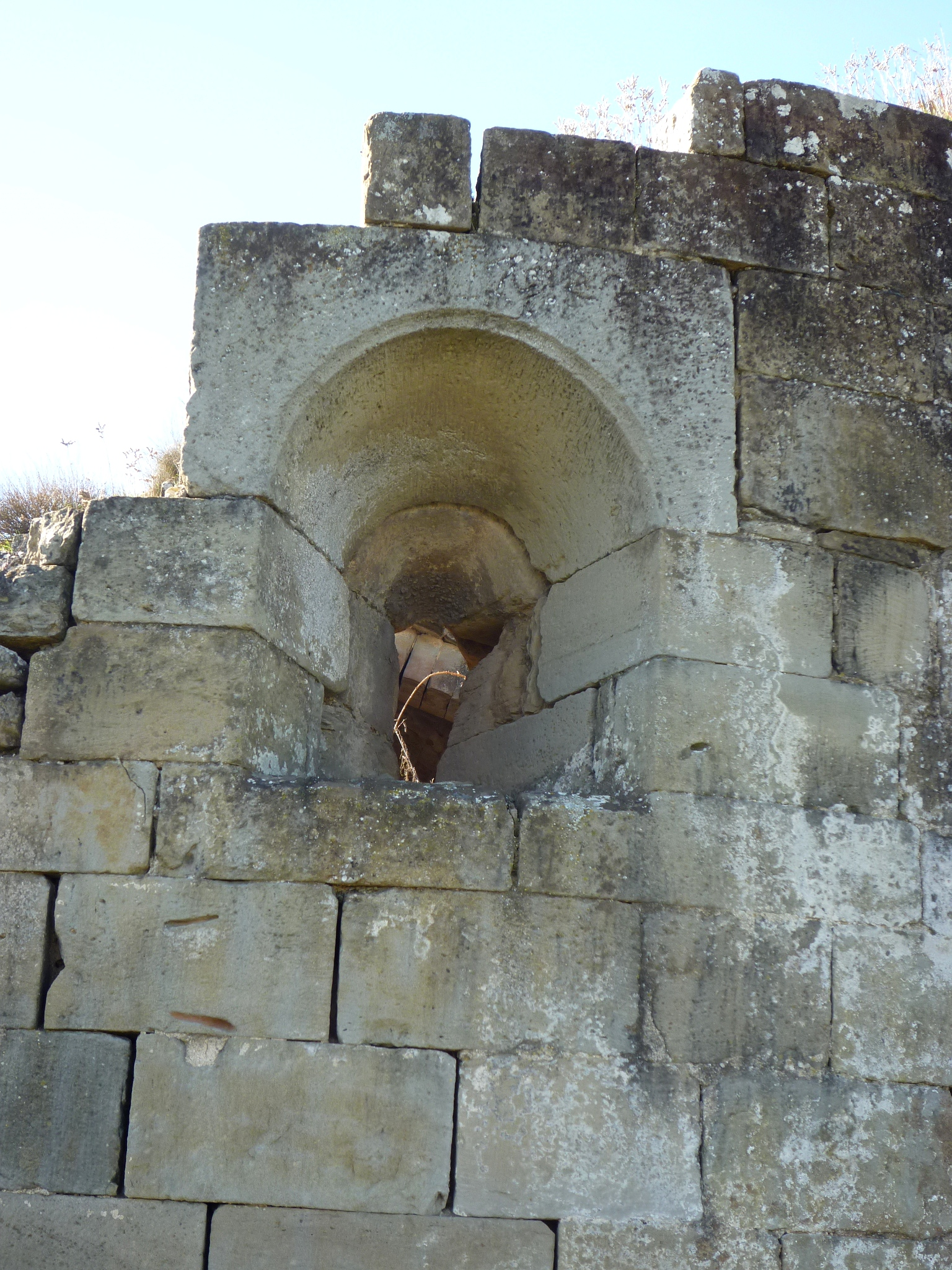
Antic Priorat de Tauladells: finestra a l'absis

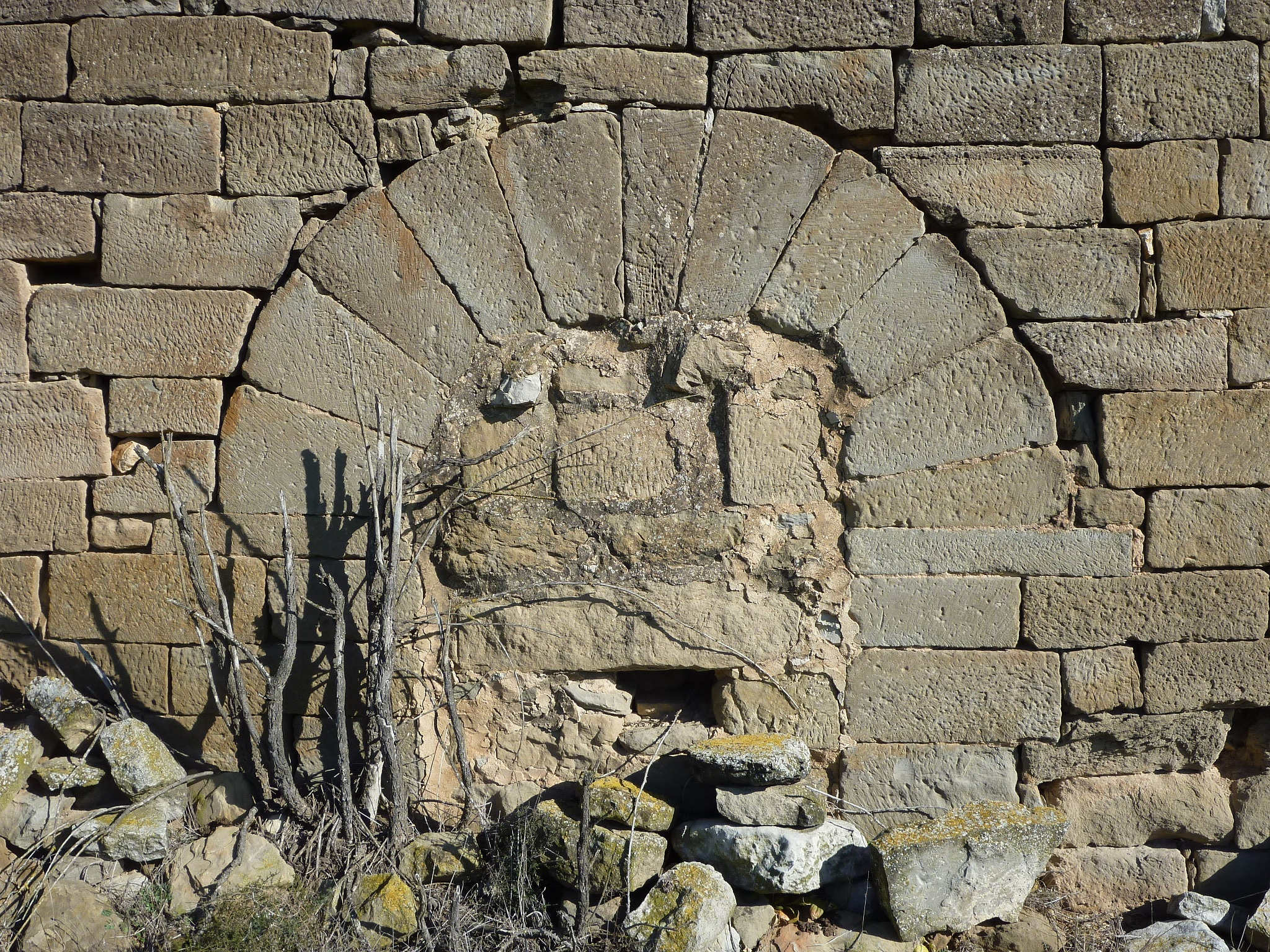
Antic Priorat de Tauladells: portal a la façana de ponent

## Arquitectura
Edifici d'una sola nau coberta amb volta de canó força apuntada i reforçada mitjançant un arc toral, capçada per un absis de planta semicircular obert a la nau a través d'un arc presbiteral en degradació. A l'interior, una cornisa motllurada de la qual arrenquen les voltes, ressegueix tota la nau del temple fins gairebé un metre a banda i banda del mur de ponent. També a l'interior, dues absidioles buidades al gruix dels murs, a ambdós costats de la nau i al seu centre s'obren finestres d'arc de mig punt d'una sola esqueixada.
A la façana oest hi ha la porta d'accés a l'església, feta amb un gran arc de mig punt adovellat, actualment paredada. Damunt seu s'obre una finestra d'esqueixada simple. Les finestres dels murs sud i nord són amb llinda monolítica motllurada i donen interiorment a les absidioles. L'absis té al centre una finestra amb l'arc format per una sola peça motllurada i de doble esqueixada i al cantó sud hi ha una porta amb llinda oberta posteriorment. En alguns indrets de l'absis encara es poden veure alguns fragments de la cornisa, motllurada i algunes mènsules. L'aparell és de carreus molt ben escairats i irregulars, disposats en filades uniformes, que posen en evidència les formes pròpies de l'arquitectura de la darreria del segle xii o de l'inici del xiii.